# Filurus dubius
Filurus dubius De Kay, 1843 è una mollusco di incerta collocazione sistematica.